# Der letzte Zeuge
Der letzte Zeuge ist eine deutsche Krimiserie mit Ulrich Mühe in der Titelrolle als Gerichtsmediziner Dr. Robert Kolmaar. Produziert wurde die Serie von der Novafilm Fernsehproduktion für das Zweite Deutsche Fernsehen (ZDF), wo sie von März 1998 bis Juli 2007 in 9 Staffeln ausgestrahlt wurde. Ab dem 4. Juni 2007 wurde die Serie auch in französischer Sprache auf Arte gesendet.

## Konzept und Hintergrund
Während 1998 die erste Staffel an unterschiedlichen Wochentagen gesendet wurde, wurde die Serie von 1999 bis 2002 mittwochs ausgestrahlt. Danach verlagerte sich der Sendeplatz bis zur Einstellung der Serie auf freitags. Die Folgen der Krimiserie dauerten stets zwischen 40 und 45 Minuten. Lediglich Der heilige Krieg, die Auftaktfolge der vierten Staffel, war in 90 Minuten Spielfilmlänge. Am Ende jeder Folge wurde angemerkt: „Die Handlung ist frei erfunden. Jede Übereinstimmung mit real existierenden Personen, Firmen, Handlungen und Örtlichkeiten wäre rein zufällig.“ Die Serie lebte nicht allein von dem genretypischen „Whodunit“ (etwa: „Wer war’s?“), sondern von der Authentizität der Figuren und den privaten Liebesverwicklungen der Figuren Dr. Robert Kolmaar und Dr. Judith Sommer.
Die Musik zur Serie komponierte Günther Fischer. Die Bücher schrieb überwiegend Gregor Edelmann, Regie führte in fast allen Folgen Bernhard Stephan.
Nach dem Tod von Hauptdarsteller Ulrich Mühe im Juli 2007 erklärten Gesine Cukrowski und Jörg Gudzuhn im November 2007, für weitere Folgen nicht zur Verfügung zu stehen. Im Juli 2008 gab das ZDF die Einstellung der Serie bekannt.

## Inhalt
Dr. Robert Kolmaar arbeitet am Institut für Gerichtsmedizin in Berlin-Mitte. Er ist geschieden von seiner Frau Irina von Levetzow, mit der eine gemeinsame pubertierende Tochter namens Anna hat. Prof. Dr. Sigmar Bondzio, der Chef des Instituts, macht Kolmaar zu Beginn der Serie mit seiner neuen Kollegin Dr. Judith Sommer, die zuvor am Institut in Köln tätig war, vertraut. Kolmaar ist anfangs wenig begeistert, denn der Job eines Gerichtsmediziners ist in seinen Augen ein reiner Männerberuf und er kenne auch keine Frau, die den Beruf „durchgestanden“ hätte. In den ersten gemeinsamen Fällen führt er Dr. Sommer regelrecht vor und macht ihr begreiflich, dass sie nur an zweiter Stelle steht. In der vierten Folge Denn sie wissen, was sie tun will Kolmaar das Kriegsbeil begraben und lädt die für ihn doch durchaus attraktive junge Frau zu sich in die Wohnung auf ein Glas Rotwein ein. Am Ende kommt Kolmaar ihr etwas zu nahe und sie geht wieder nach Hause, weil sie für mehr noch nicht bereit sei. Die Liebeleien dauern dennoch weiterhin an. Parallel muss Kolmaar erfahren, dass Ex-Frau Irina erneut heiratet will und mit ihrem neuen Verlobten Walter, einem Psychologen, und ihrer gemeinsamen Tochter Anna nach Bern in die Schweiz ziehen will. Kolmaar gibt seinen Segen, obwohl Anna viel lieber bei ihm bleiben will und auch nicht von ihrem neuen Stiefvater Walter adoptiert werden möchte. Als einige Zeit später er einen Anruf von Irina erhält, dass Anna einen Unfall gehabt habe, fährt er sofort in die Schweiz und redet mit seiner Tochter, die ihm tränenunterdrückt versichert, dass alles in Ordnung sei. Dennoch bemerkt er an Annas Unterarmen Holzersche Blasen, wie sie bei Barbiturat-Vergiftungen entstehen und weiß, dass seine Tochter tatsächlich versucht hat, sich das Leben zu nehmen. Er stellt Irina und Walter zur Rede und wird schließlich handgreiflich gegenüber Irinas Verlobten, woraufhin er aus dem Schweizer Anwesen geworfen wird. Nur wenige Tage später verlässt Anna das Anwesen heimlich und fährt zurück zu ihrem Vater nach Berlin. Walter reist allerdings kurz darauf eigens aus Bern an, um Anna wieder zurückzuholen und nimmt auch vor tätlichen Angriffen gegen Kolmaar keinen Halt. Auch Irina kommt nach Berlin, woraufhin es zur Trennung von ihr Walter kommt und sich das alte Ehepaar durch ihre Tochter Anna wieder etwas näher kommt, was Kolmaars Kollegin Dr. Judith Sommer, die ein kurzes Verhältnis mit Jan Seidel, dem Sohn eines Todesopfers, unterhält, missfällt. Sie fühlt sich zunehmend von Kolmaar vernachlässigt und will deshalb das ihr angebotenes Stipendium den USA antreten. Derweil ziehen Kolmaar und seine Tochter Anna in eine neue Wohnung und auch der vorläufige Abschied von Dr. Judith Sommer steht an. Es folgt zugleich die nächste Hiobsbotschaft für Kolmaar, denn er muss fortan auch auf seinen Kollegen und Freund, Kriminalhauptkommissar Joe Hoffer verzichten, da unter beginnendem Parkinson leidet und darum schlussendlich den Dienst quittiert. Tochter Anna zieht indes mit ihrem neuen Freund Philipp und der Hausratte Charlotte in die neue gemeinsame Wohnung, die sie gerade mit ihrem Vater bezogen hat. Außerdem will sie ihr Abitur schmeißen und auch kein Jura studieren. Sie will Schauspielerin werden. Seit drei Monaten war sie nicht mehr zum Unterricht erschienen, wie Kolmaar erfahren muss und dann verschwindet sie plötzlich. Als sie gefunden wird, hat Anna sich von Philipp getrennt und will zu ihrem Vater zurück, macht allerdings zur Bedingung, dass sie sich gemeinsam eine andere Wohnung in einer belebteren Gegend suchen, was Kolmaar ihr auch erfüllt. Sein Liebesleben gestaltet sich ebenfalls weiter schwierig. Nachdem  Oberstaatsanwalt Dr. Sänger nach Karlsruhe an den Bundesgerichtshof versetzt wurde und die attraktive Dr. Tanja Rose am Berliner Institut für Gerichtsmedizin arbeitet, ist er hin- und hergerissen. Nach einer gemeinsamen Nacht mit Dr. Rose kehrt Dr. Judith Sommer eine Woche früher als geplant aus den USA zurück. Er liebt beide kann sich aber nicht entscheiden. Doch während Kolmaar sich dann noch in die Johanna Sidor, die Tochter eines Kunstsammlers, verliebt und. Dr. Sommer auf ihren früheren Studienkollegen Hans Ascher wiedertrifft, scheint das hin und her beendet. Wenig später wird Dr. Judith Sommer schwanger, aber Dr. Robert Kolmaar ist nicht der Vater des Mädchens, wird aber nach der Entbindung zum Patenonkel bestimmt. Die beiden bleiben als Kollegen freundschaftlich verbunden.

## Rollen und Darsteller
Die Titelrolle des Berliner Gerichtsmediziners Dr. Robert Kolmaar übernahm Ulrich Mühe. An seiner Seite waren Gesine Cukrowski als seine Kollegin Dr. Judith Sommer und Jörg Gudzuhn als Erster Kriminalhauptkommissar Johannes „Joe“ Hoffer, Leiter der 2. Mordkommission des Berliner Landeskriminalamtes, der ebenfalls Kolmaars Kollege ist, später an Parkinson erkrankt und dessen Vater dement ist, in den weiteren Hauptrollen besetzt.
In Nebenrollen agierten Theresa Scholze als Kolmaars Tochter Anna (1998–2006), Konstanze Breitebner als deren Mutter und Ex-Frau Irina von Levetzow, Ursula Karusseit als Mutter von Dr. Judith Sommer (1998–2002), Hoffers Assistenten Wolfgang Hölzermann (Andreas Maria Schwaiger, 1998–2002), Max Kolditz (Markus Majowski, 2000–2006) und Etzel Hanisch (Daniel Krauss, 2004–2007), Sektionsgehilfe Fred Schröder (Volker Ranisch), die Staatsanwälte Dr. Harald Sänger (Leonard Lansink) und Dr. Tanja Rose (Claudia Messner), der Leiter des Institutes für Gerichtsmedizin, Prof. Dr. Sigmar Bondzio (Dieter Mann) sowie dessen Sekretärin Ulla Grünbein (Renate Schroeter), genannt „Grünbeinchen“. Jutta Wachowiak spielte in der ersten Staffel (1998) Kolmaars Haushälterin Helga Karolewitsch, die nachdem sie unter anderem regelmäßig Probenkontrollen und die ein oder andere Hilfe von ihm eingefordert hat, unrechtmäßig in die Psychiatrie eingewiesen wird, woraus sie Kolmaar letztlich befreit.
In der neunten und zugleich letzten Staffel (2007) gab es Unterstützung am Obduktionstisch: Dr. Nadja Heron (Lavinia Wilson), die Dr. Kolmaar nicht nur bei ungeklärten Morden zur Seite stand. Auch Kommissar Hoffer erhielt einen neuen Kollegen, Kriminaloberkommissar Jockel Löw (Dominique Horwitz).

## Besetzung

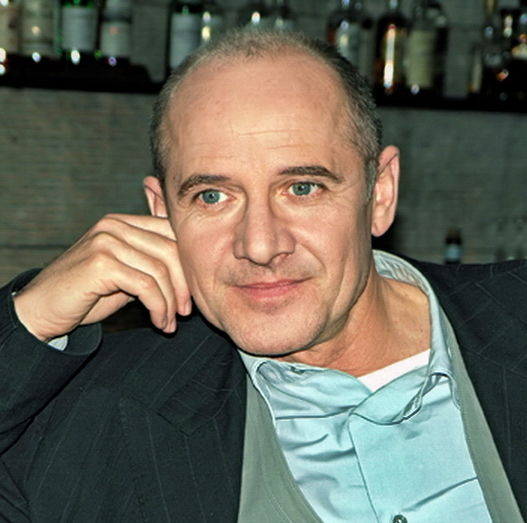
Ulrich Mühe
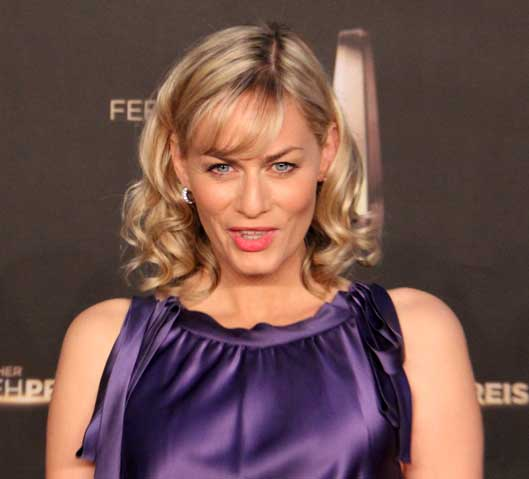
Gesine Cukrowski
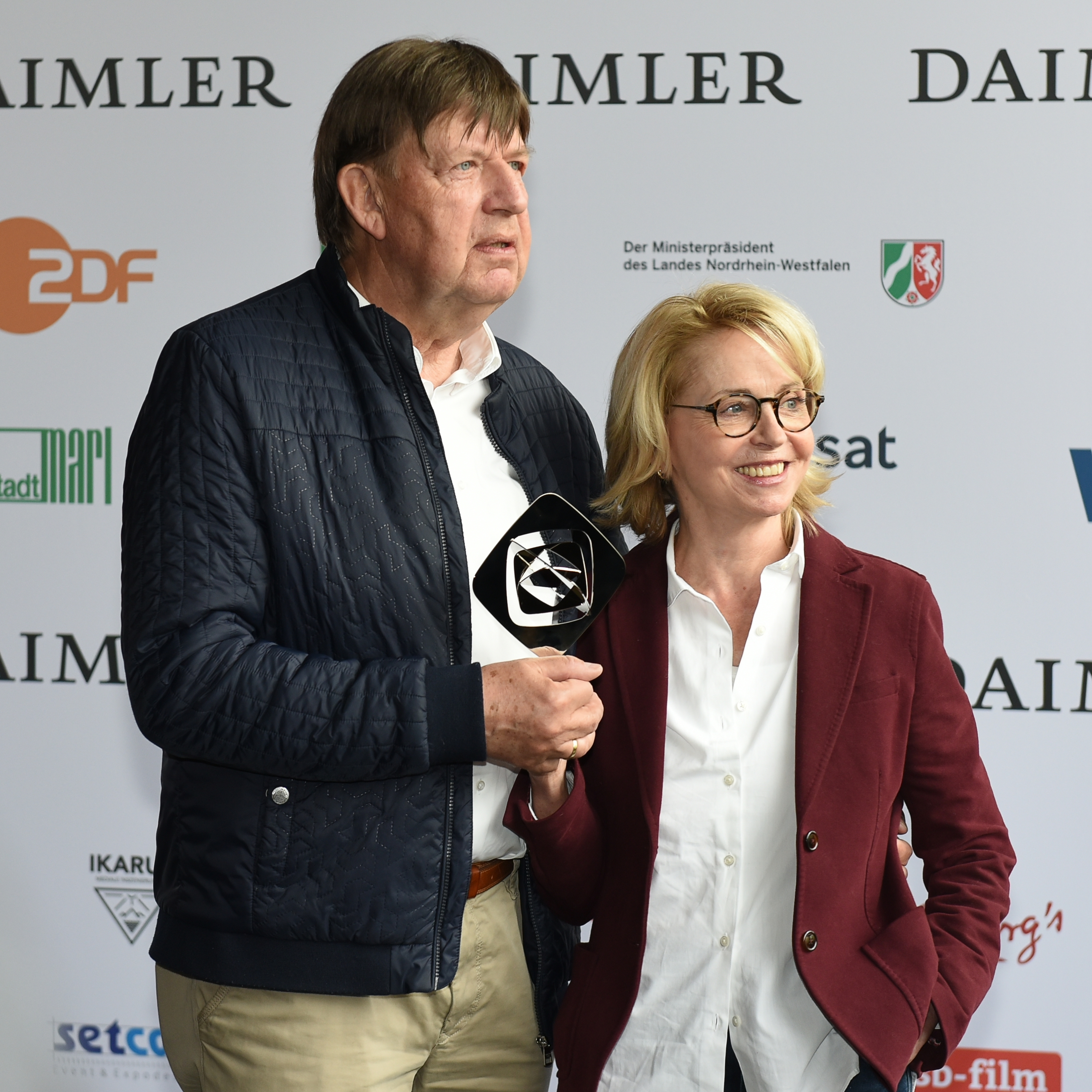
Jörg Gudzuhn, links
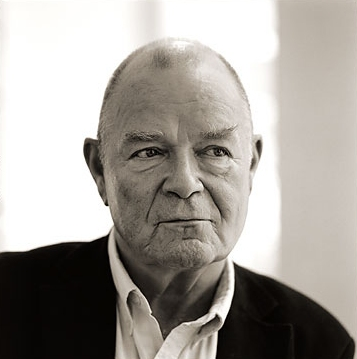
Dieter Mann
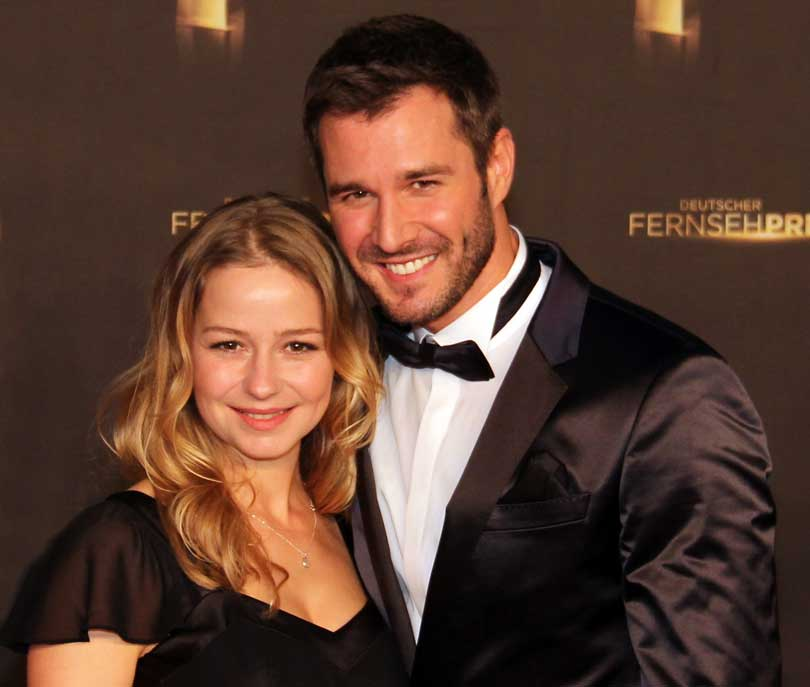
Theresa Scholze, links
Markus Majowski
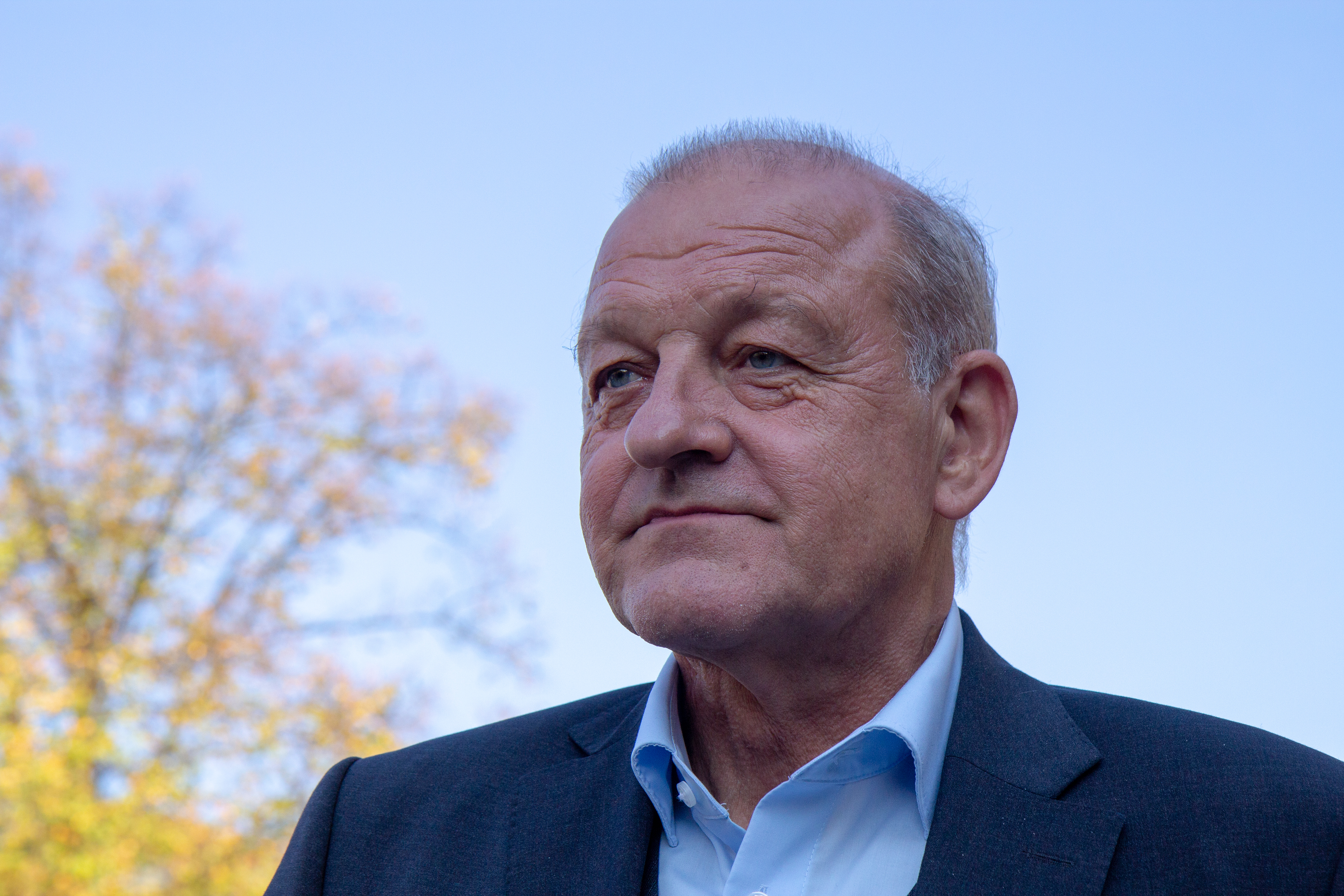
Leonard Lansink
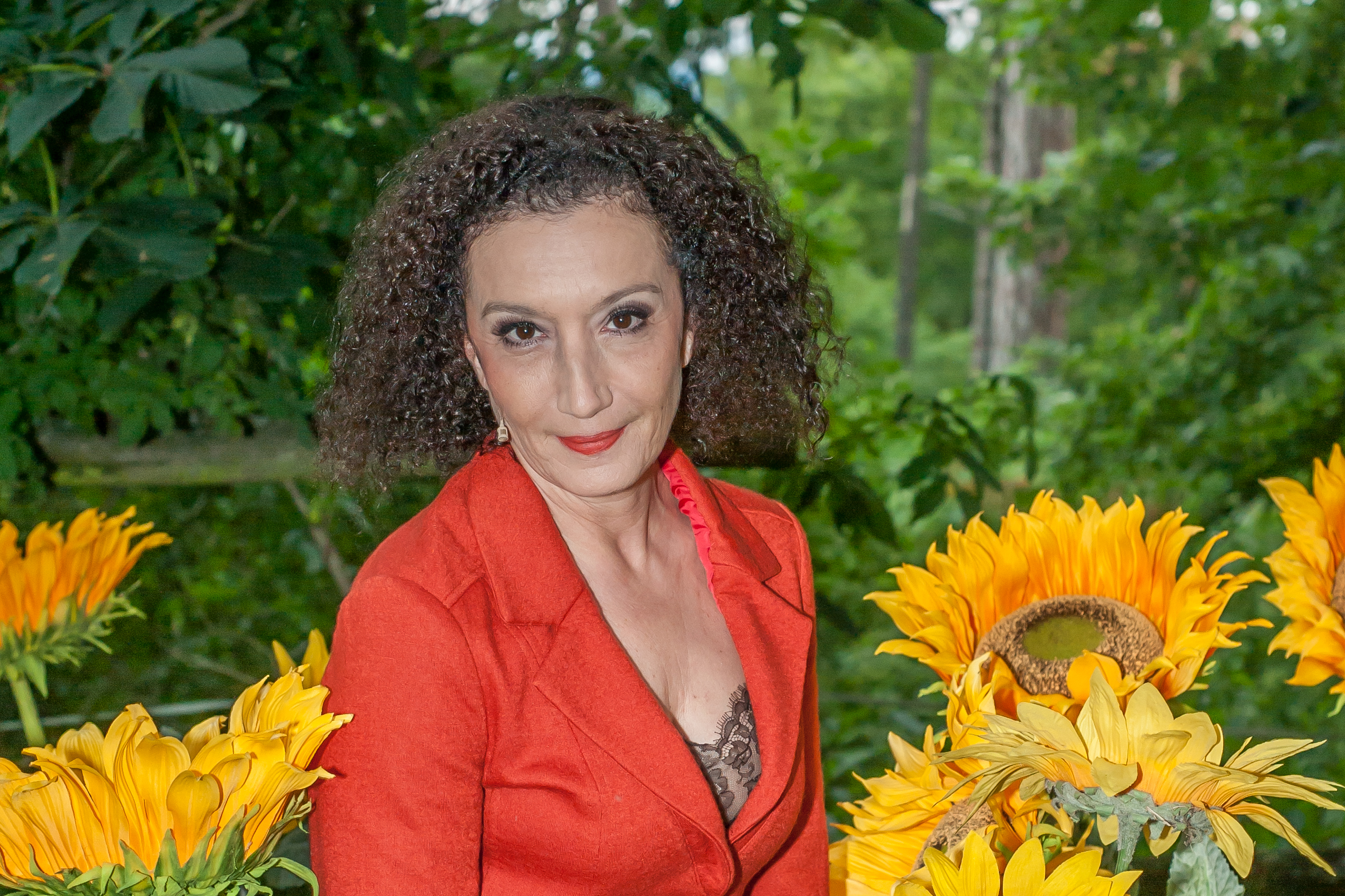
Konstanze Breitebner
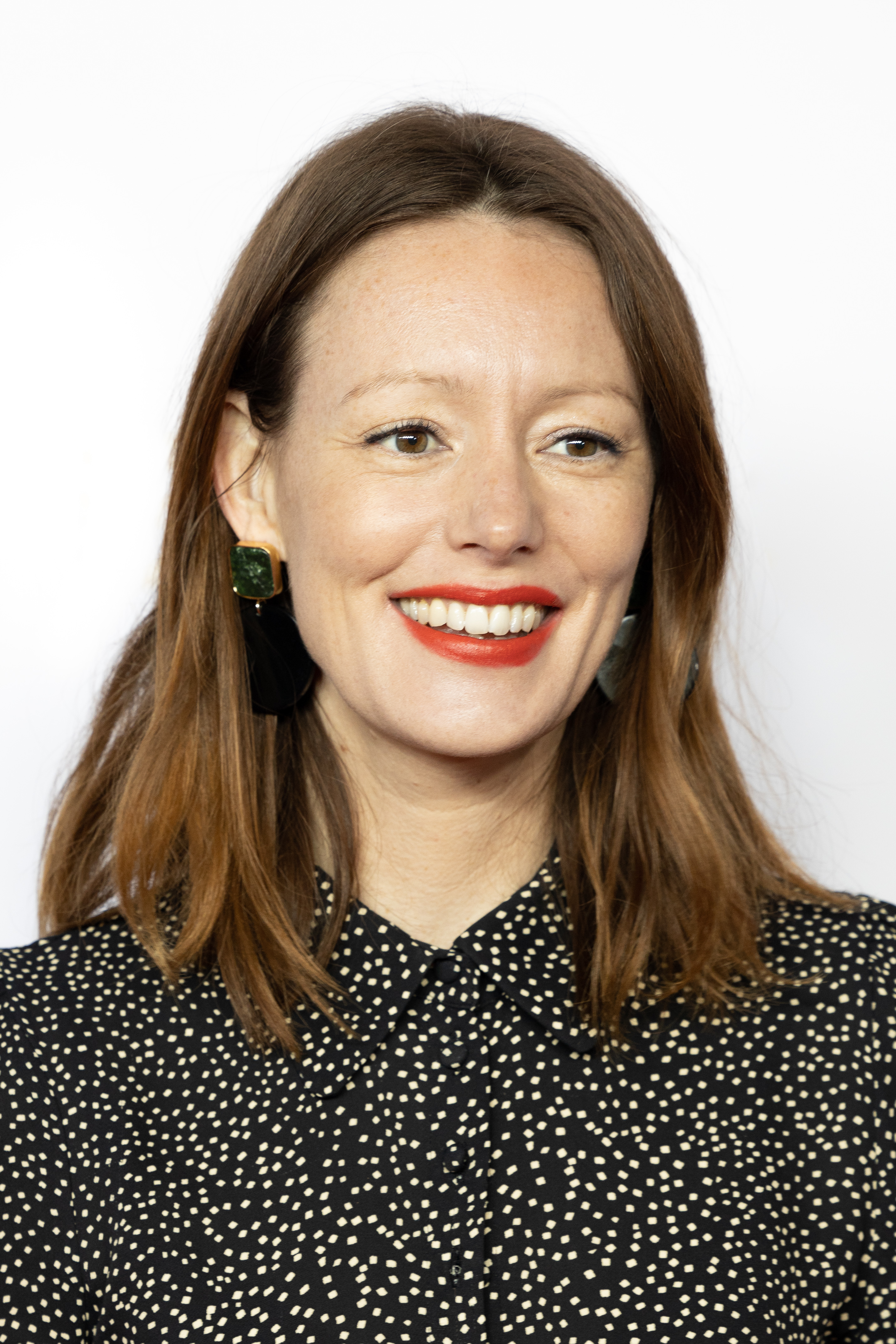
Lavinia Wilson
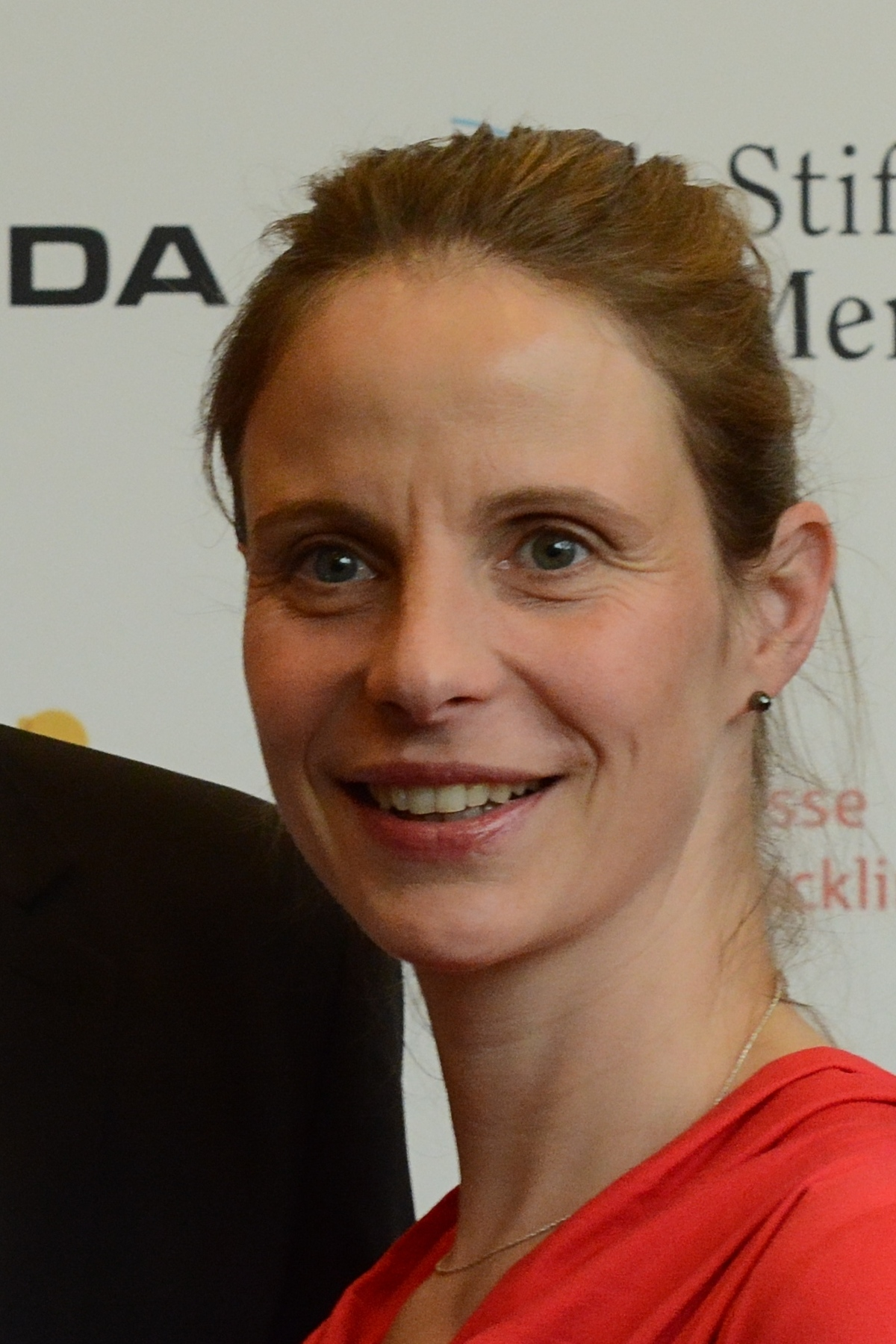
Julia Jäger
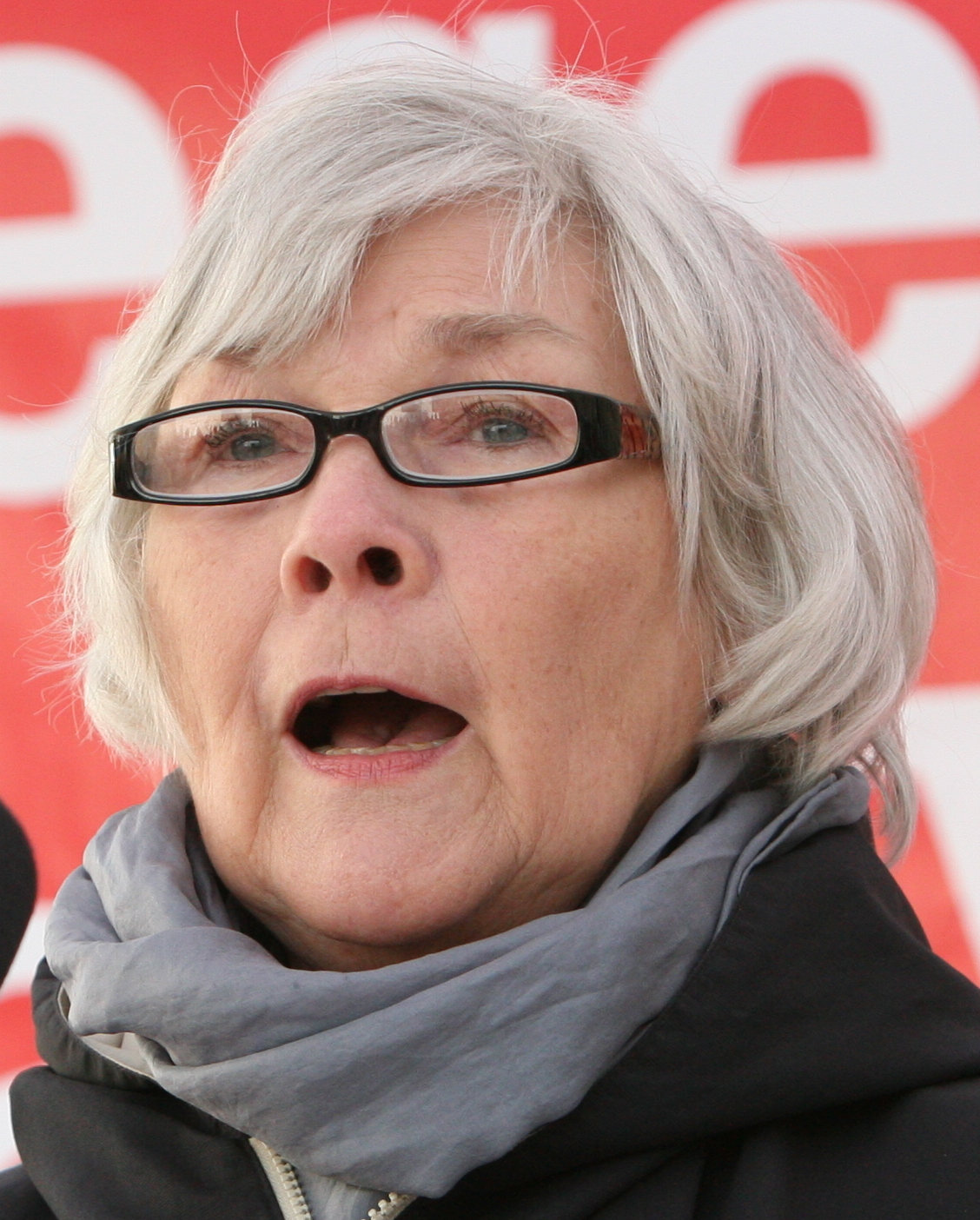
Jutta Wachowiak
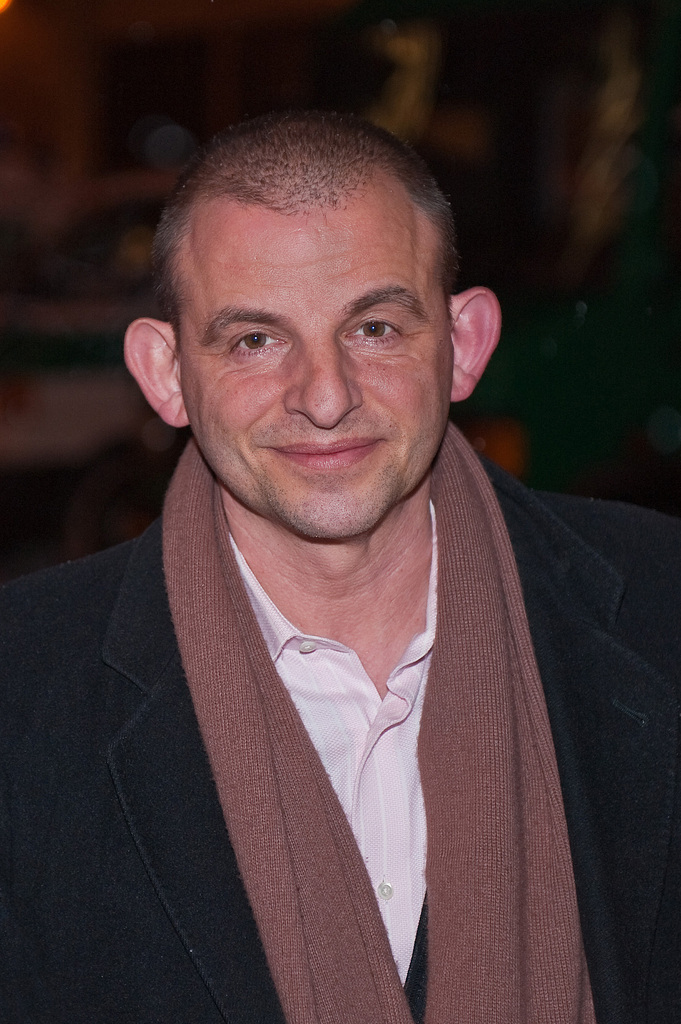
Dominique Horwitz

| Schauspieler            | Rollenname                   | Beschreibung | Episodenanzahl | Zeitraum  |
| ----------------------- | ---------------------------- | --- | -------------- | --------- |
| Ulrich Mühe             | Dr. Robert Kolmaar           | Gerichtsmediziner, Ex-Mann von Irina von Levetzow, Vater von Anna                                                   | 73             | 1998–2007 |
| Gesine Cukrowski        | Dr. Judith Sommer            | Gerichtsmedizinerin                                                                                                 | 71             | 1998–2007 |
| Jörg Gudzuhn            | Johannes „Joe“ Hoffer        | Erster Kriminalhauptkommissar, Leiter der 2. Mordkommission des Berliner Landeskriminalamtes, erkrankt an Parkinson | 65             | 1998–2007 |
| Renate Schroeter        | Ulla „Grünbeinchen“ Grünbein | Sekretärin des Institutes für Gerichtsmedizin                                                                       | 49             | 1998–2007 |
| Volker Ranisch          | Fred Schröder                | Sektionsgehilfe | 39             | 1998–2007 |
| Dieter Mann             | Prof. Dr. Sigmar Bondzio     | Leiter des Institutes für Gerichtsmedizin                                                                           | 36             | 1998–2007 |
| Theresa Scholze         | Anna Kolmaar                 | Schülerin, Tochter von Dr. Robert Kolmaar                                                                           | 32             | 1998–2006 |
| Markus Majowski         | Max Kolditz                  | Kriminalassistent von Johannes „Joe“ Hoffer                                                                         | 24             | 2000–2006 |
| Andreas Maria Schwaiger | Wolfgang Hölzermann          | Kriminalassistent von Johannes „Joe“ Hoffer                                                                         | 16             | 1998–2002 |
| Leonard Lansink         | Dr. Harald Sänger            | Staatsanwalt | 11             | 1998–2002 |
| Daniel Krauss           | Etzel Hanisch                | Kriminalassistent von Johannes „Joe“ Hoffer                                                                         | 11             | 2004–2007 |
| Niels-Bruno Schmidt     | Mense Peiper                 | Freund von Anna Kolmaar                                                                                             | 7              | 2003–2004 |
| Konstanze Breitebner    | Irina von Levetzow           | Ex-Frau von Dr. Robert Kolmaar, Mutter von Anna                                                                     | 8              | 1998–1999 |
| Ursula Karusseit        | Helena Sommer                | Mutter von Dr. Judith Sommer                                                                                        | 6              | 1998–2002 |
| Claudia Messner         | Dr. Tanja Rose               | Staatsanwältin | 6              | 2000      |
| Lavinia Wilson          | Dr. Nadja Heron              | Gerichtsmedizinerin                                                                                                 | 6              | 2007      |
| Julia Jäger             | Dr. Leilah Berg              | Gerichtsmedizinerin                                                                                                 | 5              | 2002–2003 |
| Jutta Wachowiak         | Helga Karolewitsch           | Haushälterin von Dr. Robert Kolmaar                                                                                 | 5              | 1998      |
| Dominique Horwitz       | Jockel Löw                   | Kriminaloberkommissar                                                                                               | 3              | 2007      |

## DVD-Veröffentlichung
Alle 73 Folgen, verteilt auf neun Staffeln, wurden Ende 2007 bei der Edel Music & Entertainment GmbH auf DVD veröffentlicht. Im März 2022 erschien die Serie als Komplettbox bei derPandastorm Pictures GmbH.

## Auszeichnungen
- 1998: Telestar „Förderpreis als beste Nachwuchsschauspielerin“ für Theresa Scholze
- 1998: Telestar für Ulrich Mühe
- 1999: Deutscher Fernsehpreis „Bestes Drehbuch“ für Gregor Edelmann
- 2005: Deutscher Fernsehpreis „Bester Schauspieler in einer Serie“ für Ulrich Mühe
- 2005: Bayerischer Fernsehpreis „Bestes Drehbuch und Bester Schauspieler in einer Serie“ für Gregor Edelmann und Ulrich Mühe